# Senescența celulară

Limita Hayflick stipulează că o celulă obișnuită se va divide de aproximativ 50 de ori înainte de a ajunge într-o etapă cunoscută sub numele de senescență. Pe măsură ce celula se divide, telomerii de la capătul unui cromozom liniar devin mai scurți. În cele din urmă, telomerii nu vor mai fi prezenți pe cromozom. Această etapă finală este conceptul care leagă deteriorarea telomerilor de îmbătrânire.

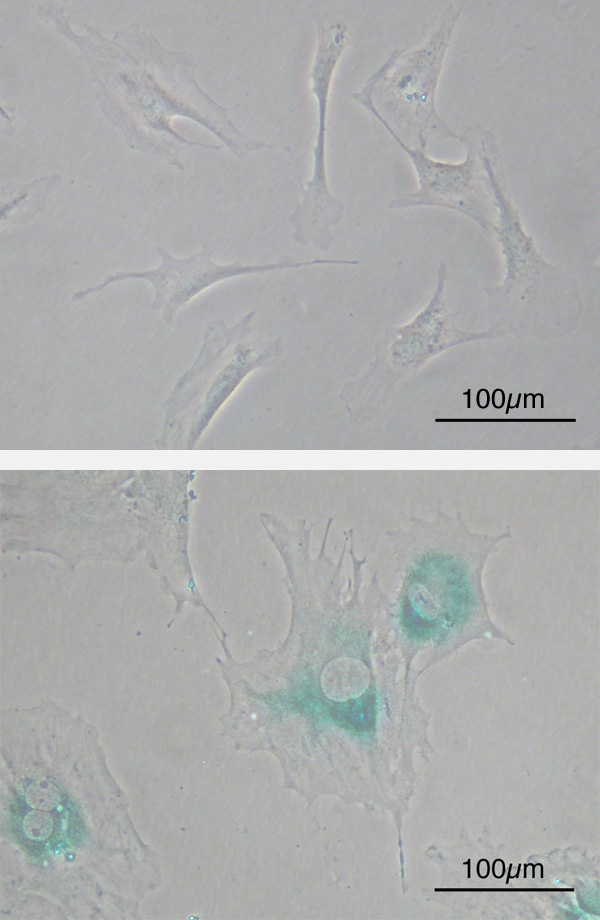
Sus: Celule fibroblaste embrionare primare de șoarece (MEF-uri) înainte de senescență. Formă fusiformă.
Jos: MEF-urile au devenit senescente după pasaje. Celulele cresc mai mari, capătă o formă aplatizată și exprimă β-galactozidază asociată cu senescența (SABG, zone albastre), un marker al senescenței celulare.

Senescența celulară este un fenomen caracterizat prin încetarea diviziunii celulare. În anii 1960, Leonard Hayflick și Paul Moorhead au descoperit că fibroblastele fetale umane normale în cultură ating un maxim de aproximativ 50 de dublări ale populației celulare înainte de a deveni senescente, un proces cunoscut sub numele de „senescență replicativă” sau limita Hayflick. Această descoperire a deschis calea pentru înțelegerea căilor moleculare ale îmbătrânirii celulare. Senescența celulară poate fi inițiată de o varietate de factori de stres, inclusiv evenimente dăunătoare de mediu, stres oxidativ, creștere celulară anormală și altele.
Importanța fiziologică a senescenței celulare este asociată cu prevenirea carcinogenezei și, recent, cu îmbătrânirea, dezvoltarea și repararea țesuturilor. Celulele senescente contribuie la fenotipul îmbătrânirii, inclusiv sindromul de fragilitate, sarcopenia și bolile asociate cu îmbătrânirea. De asemenea, astrocitele și microglia senescente sunt implicate în procesele neurodegenerative.

## Mecanisme celulare

### Răspunsul la stres și deteriorarea ADN-ului
Senescența replicativă poate fi declanșată de răspunsul la deteriorarea ADN-ului cauzată de scurtarea telomerilor sau de stresul oxidativ. Celulele pot deveni senescente ca răspuns la deteriorarea ADN-ului provocată de specii reactive de oxigen (ROS), activarea oncogenelor sau fuziunea celulară. Răspunsul la deteriorarea ADN-ului (DDR) oprește progresia ciclului celular până când leziunile ADN-ului sunt reparate. Celulele senescente prezintă un DDR persistent, care este rezistent la repararea endogenă a ADN-ului. Acest DDR prelungit activează kinazele ATM și ATR, ceea ce duce la oprirea ciclului celular.
În funcție de severitatea deteriorării ADN-ului, celulele pot să nu mai fie capabile să se repare și pot trece fie prin apoptoză, fie prin senescență celulară. Celulele senescente din culturile și țesuturile mamiferelor păstrează rupturi de dublu lanț (DSB) și markeri ai răspunsului la deteriorarea ADN-ului (DDR). S-a propus că DSB-urile persistente sunt factori principali care contribuie la procesul de îmbătrânire. Mutațiile în genele asociate cu menținerea genomului au fost legate de boli de îmbătrânire prematură, susținând astfel rolul senescenței celulare în îmbătrânire (vezi teoria deteriorării ADN-ului în îmbătrânire).
Deplețiunea NAD+ poate conduce la deteriorarea ADN-ului și la senescența celulară în celulele musculare netede vasculare.
Deși celulele senescente nu se mai pot replica, ele rămân active din punct de vedere metabolic și adoptă adesea un fenotip imunogen, caracterizat printr-un secretom proinflamator, suprareglarea liganzilor imuni, un răspuns pro-supraviețuire, expresie genică promiscuă (pGE) și teste pozitive pentru activitatea β-galactozidazei asociate cu senescența. Două proteine, β-galactozidaza asociată cu senescența și p16Ink4A, sunt considerate biomarkeri ai senescenței celulare. Totuși, aceste proteine pot genera rezultate fals pozitive în cazul celulelor care le exprimă în mod natural, cum ar fi macrofagele tisulare în dezvoltare și celulele T.
Celulele senescente pot suferi o conversie către un fenotip imunogen care le permite să fie eliminate de sistemul imunitar. Acest fenotip include un secretom proinflamator, suprareglarea liganzilor imuni, un răspuns pro-supraviețuire, expresie genică promiscuă (pGE) și teste pozitive pentru activitatea β-galactozidazei asociate cu senescența. Nucleul celulelor senescente este caracterizat prin focare de heterocromatină asociată cu senescența (SAHF) și segmente ADN cu modificări ale romatinei care contribuie la senescență (ADN-SCARS). Celulele senescente influențează suprimarea tumorilor, vindecarea rănilor și dezvoltarea embrionară/placentară, având un rol patologic în bolile legate de vârstă.

### Rolul telomerilor
Telomerii sunt secvențe repetate de ADN situate la capetele cromozomilor care se scurtează în timpul fiecărui ciclu de diviziune celulară. Recent, rolul telomerilor în senescența celulară a stârnit un interes crescut, mai ales în ceea ce privește posibilele efecte adverse genetice ale clonării. Scurtarea succesivă a telomerilor cu fiecare ciclu celular este considerată a limita numărul de diviziuni ale celulei, contribuind astfel la procesul de îmbătrânire. După o scurtare suficientă, proteinele responsabile pentru menținerea structurii telomerice, cum ar fi TRF2, sunt deplasate, ceea ce face ca telomerul să fie recunoscut ca un loc al unei rupturi de dublu lanț. Aceasta induce senescența replicativă. Teoretic, odată ce se va descoperi mecanismul exact al imortalității biologice, ar putea fi utilizată ingineria genetică pentru a crea celule cu aceeași capacitate. Lungimea telomerilor are efecte asupra senescenței; scurtarea telomerilor activează modificări extinse în matisarea alternativă a ARN-ului care produc toxine senescente precum progerina, care degradează țesutul și îl face mai predispus la deficiență.

### Rolul oncogenelor
BRAFV600E și Ras sunt două oncogene implicate în senescența celulară. BRAFV600E induce senescența prin sinteza și secreția de IGFBP7. Ras activează cascada MAPK, ceea ce duce la creșterea activării p53 și la suprareglarea p16INK4a. Tranziția către o stare de senescență datorată mutațiilor oncogenelor este ireversibilă și este denumită senescență indusă de oncogene (OIS).
Interesant este că, chiar și după activarea oncogenică a unui țesut, mai mulți cercetători au identificat un fenotip senescent. De exemplu, s-a observat un fenotip senescent în leziuni benigne ale pielii purtând mutații oncogene la pacienții cu neurofibrom, care au un defect ce cauzează specific o creștere a Ras. Această descoperire a fost reproducibilă în leziuni benigne ale prostatei, în leziuni melanocitare ale șoarecilor transgenici HGF/SF iradiați UV, în limfocite și în glanda mamară a șoarecilor transgenici N-Ras, precum și în hiperplazii ale glandei pituitare a șoarecilor cu activitate E2F dereglată. Cheia acestor descoperiri este că manipulările genetice care au abrogat răspunsul la senescență au dus la dezvoltarea malignității complete în acele carcinoame. Astfel, dovezile sugerează că celulele senescente pot fi asociate cu stadii premaligne ale tumorii. În plus, s-a speculat că un fenotip senescent ar putea servi ca un marker promițător pentru stadialitate. 
Există două tipuri de senescență in vitro: senescența ireversibilă mediată prin căile INK4a/Rb și p53, și fenotipul senescent reversibil mediat prin p53. Acest lucru sugerează că calea p53 ar putea fi utilizată eficient ca intervenție terapeutică pentru a declanșa senescența și, în cele din urmă, a atenua tumorigeneza.
p53 s-a dovedit a avea relevanță terapeutică promițătoare într-un context oncologic. Într-o lucrare din 2007 publicată în Nature de Xue et al., s-a utilizat RNAi pentru a regla p53 endogen într-un model de carcinom hepatic. Aceștia au folosit un model himeric de cancer hepatic la șoarece și au transdus acest model cu oncogenul Ras. Au luat celule progenitoare embrionice, le-au transdus cu Ras oncogenic împreună cu proteina transactivatoare tetraciclinică (TTA) pentru a controla expresia p53 folosind doxiciclina, un analog tetraciclinic, și ARN mic de răspuns scurt (shRNA) sensibil la tetraciclină. În absența doxicilinei (Dox), p53 a fost activ suprimat pe măsură ce nivelurile microARN-ului au crescut; astfel, când Dox-ul a fost administrat, microARN-ul p53 a fost dezactivat pentru a facilita expresia p53. Cancerele hepatice care exprimau Ras au arătat semne de senescență după reactivarea p53, inclusiv o creștere a proteinei β-galactozidazei asociate cu senescența. Chiar dacă expresia p53 a fost activată sau dezactivată temporar, senescența prin SA-β-gal a fost observată. Xue et al. demonstrează că prin reactivarea temporară a p53 în tumori fără activitate funcțională p53 se poate observa regresia tumorii. Inducerea senescenței celulare a fost asociată cu o creștere a citokinelor inflamatorii conform modelului SASP (secretom asociat cu senescența). Prezența atât a senescenței cât și a unei creșteri a activității imune este capabilă să regreseze și să limiteze creșterea carcinomului hepatic în acest model animal.

## Căi de semnalizare
Există mai multe căi de semnalizare raportate care conduc la senescența celulară, inclusiv căile p53 și p16Ink4a. Ambele căi sunt activate ca răspuns la stresori celulari și duc la inhibarea ciclului celular. p53 activează p21, care dezactivează kinaza dependentă de ciclină 2 (Cdk 2). Fără Cdk 2, proteina retinoblastomului (pRB) rămâne în forma sa activă, hipofosforilată, și se leagă de factorul de transcripție E2F1, un regulator important al ciclului celular. Aceasta reprimă țintele transcripționale ale E2F1, ducând la oprirea ciclului celular după faza G1.
p16Ink4a activează, de asemenea, pRB, dar prin inactivarea kinazei dependente de ciclină 4 (Cdk 4) și kinazei dependente de ciclină 6 (Cdk 6). p16Ink4a este responsabil pentru inducerea senescenței premature induse de stres. Aceasta nu este ireversibilă; inactivarea p16Ink4a prin metilarea promotorului sau prin ștergerea locusului p16Ink4a permite celulelor să reia ciclul celular dacă senescența a fost inițiată prin activarea p16Ink4a.
Expresia genelor asociate cu fenotipul secretor al senescenței (SASP) este indusă de o serie de factori de transcripție, inclusiv C/EBPβ, dintre care cel mai important este NF-kB. Oncogenele aberante, deteriorarea ADN-ului și stresul oxidativ induc kinaze activate de mitogen, care sunt regulatori upstream ai NF-κB.
Inhibarea țintei mecaniciste a rapamicinei (mTOR) suprimă senescența celulară; prin urmare, senescența celulară este inhibată de rapamicină.

## Caracteristicile celulelor senescente
Celulele senescente sunt foarte eterogene, ceea ce a determinat majoritatea experților din domeniu să concluzioneze că nu va fi găsit un marker universal pentru aceste celule și că este necesară o abordare multi-marker pentru detectarea lor. Din acest motiv, a fost creată Rețeaua Programului de Senescență Celulară (Cellular Senescence Program Network) pentru a identifica și caracteriza celulele senescente în diferite țesuturi ale corpului.
Celulele senescente sunt comune în special în piele și țesutul adipos. Aceste celule sunt de obicei mai mari decât celulele non-senescente. Transformarea unei celule care se divide într-o celulă senescentă nedivizibilă este un proces lent care poate dura până la șase săptămâni.
Celulele senescente afectează suprimarea tumorilor, vindecarea rănilor și dezvoltarea embrionară/placentară, având un rol patologic în bolile legate de vârstă. Există două căi principale cunoscute pentru suprimarea tumorilor care mediază senescența: p14arf/p53 și INK4A/RB. Mai specific, supresorii tumorali p16INK4a-pRb și p53 sunt cunoscuți ca efectori ai senescenței. Cele mai multe celule canceroase au mutații în p53 și p16INK4a-pRb, ceea ce le permite să evite un destin senescent. Proteina p16 este un inhibitor al kinazelor dependente de ciclină (CDK) și activează supresorul tumoral Rb. p16 se leagă de CDK 4/6 pentru a inhiba activitatea kinazei și a preveni fosforilarea supresorului tumoral Rb. Supresorul tumoral Rb s-a dovedit a fi asociat cu E2F1 (o proteină necesară pentru transcripție) în forma sa monofosforilată, inhibând astfel transcripția genelor țintă implicate în tranziția G1/S. Ca parte a unui circuit de feedback, creșterea fosforilării Rb duce la o creștere a expresiei p16, care inhibă Cdk4/6. Activitatea redusă a kinazei Cdk4/6 duce la niveluri mai mari ale formei hipofosforilate (monofosforilate) a Rb, ceea ce duce ulterior la scăderea expresiei p16.
Îndepărtarea celulelor senescente pozitive pentru p16INK4A poate întârzia disfuncția tisulară și, în cele din urmă, poate extinde viața. Într-o lucrare din 2011 publicată în Nature de Baker et al., a fost utilizat un nou transgen, INK-ATTAC, pentru a elimina celulele senescente pozitive pentru p16INK4A prin activarea caspazei 8, rezultând în apoptoză. Un model animal BubR1 H/H, cunoscut pentru caracteristicile clinicopatologice ale îmbătrânirii, cum ar fi infertilitatea, curburile anormale ale coloanei vertebrale, sarcopenia, cataractele și pierderea grăsimii, a fost utilizat pentru a testa consecințele îndepărtării p16INK4A. La acești șoareci, agregatele p16INK4A se găsesc în țesuturile îmbătrânite, inclusiv în mușchii scheletici și oculari și în țesuturile adipoase. Baker et al. au descoperit că îndepărtarea celulelor senescente poate întârzia tulburările asociate vârstei. Nu numai că p16 joacă un rol important în îmbătrânire, dar are și implicații în boli autoimune precum artrita reumatoidă, care pot duce progresiv la incapacitate motorie în stadiile avansate ale bolii.
În sistemul nervos, senescența a fost descrisă în astrocite și microglie, dar este mai puțin înțeleasă în neuroni. Deoarece senescența oprește diviziunea celulară, studiile despre senescență în creier s-au concentrat în principal pe celulele gliale, iar mai puține studii s-au axat pe neuronii nedivizibili. Analizând datele RNA-Seq din nucleele individuale ale creierelor umane, s-a sugerat că p19 ar putea fi un marker pentru neuronii senescenți, care sunt puternic asociați cu neuronii ce conțin încurcături neurofibrilare.

### SASP
Secretomul celulelor senescente este foarte complex. Produsele sunt asociate în principal cu inflamația, proliferarea și modificările matricei extracelulare. Un fenotip secretor asociat cu senescența (SASP), constând din citokine inflamatorii, factori de creștere și proteaze, este o caracteristică distinctivă a celulelor senescente. Există multe mecanisme efector SASP care utilizează semnalizarea autocrină sau paracrină. SASP induce un răspuns proteic nepliat în reticulul endoplasmatic din cauza acumulării proteinelor nepliate, rezultând într-o afectare proteotoxică a funcției celulare. Autofagia este suprareglată pentru a promova supraviețuirea celulară, iar inflamația îmbătrânirii (inflammaging) este indusă simultan.
În ceea ce privește citokinele, moleculele SASP IL-6 și IL-8 pot provoca senescență fără a afecta celulele vecine sănătoase. IL-1β, spre deosebire de IL-6 sau IL-8, poate induce senescența în celulele normale prin semnalizare paracrinică; aceasta depinde de scindarea IL-1 prin caspaza-1, provocând un răspuns proinflamator. Factorii de creștere GM-CSF și VEGF servesc de asemenea ca molecule SASP. Din perspectiva celulară, cooperarea factorilor de transcripție NF-kB și C/EBPβ crește nivelul expresiei SASP.
Regularea SASP se realizează printr-un circuit de feedback autocrin la nivel transcripțional și printr-un DDR continuu (răspuns la deteriorarea ADN-ului). Proteinele p53, p21, p16ink4a, și Bmi-1 au fost denumite factori majori ai semnalizării senescente și pot servi drept markeri ai acestui proces. Alți markeri indică modificări morfologice precum reorganizarea cromatinei, rezistența la apoptoză, metabolismul alterat sau formarea anormală a nucleului.
SASP-urile au efecte distincte în funcție de contextul celular; acestea pot avea efecte inflamatorii sau antiinflamatorii și efecte tumorale sau antitumorale. Deși considerate protumorigene, acestea susțin probabil celulele deja afectate de tumori mai degrabă decât să transforme celulele sănătoase într-o formare malignă. De asemenea, ele funcționează ca protectori antitumorali prin facilitarea eliminării celulelor deteriorate de către fagocite. 
SASP-ul este asociat cu multe boli legate de vârstă, inclusiv diabetul zaharat de tip 2 și ateroscleroza. Acest lucru i-a motivat pe cercetători să dezvolte medicamente senolitice pentru a omorî și elimina celulele senescente cu scopul de a îmbunătăți sănătatea persoanelor vârstnice. Nucleul celulelor senescente este caracterizat prin focare de heterocromatină asociată cu senescența (SAHF) și segmente ADN cu modificări ale cromatinei care întăresc senescența (DNA-SCARS).

## Eliminarea celulelor senescente de către sistemul imunitar
Datorită naturii eterogene a celulelor senescente, diferite tipuri de celule ale sistemului imunitar elimină diferite celule senescente. Componente specifice ale secretomului asociat cu senescența celulară (SASP) secretate de celulele senescente atrag și activează diverse componente ale sistemului imunitar, atât înnăscut, cât și adaptiv.
Celulele „ucigașe” naturale (celule NK) și macrofagele joacă un rol major în eliminarea celulelor senescente. Celulele NK omoară direct celulele senescente și produc citokine care activează macrofagele, care ulterior îndepărtează celulele senescente. Celulele senescente pot fi fagocitate atât de neutrofile, cât și de macrofage. Medicamentele senolitice, care induc apoptoza în celulele senescente, se bazează pe celulele fagocitare ale sistemului imunitar pentru a elimina celulele apoptozate.
Celulele NK pot utiliza receptorii de activare NKG2D pentru a detecta liganzii MICA și ULBP2, care devin suprareglați pe celulele senescente. Aceste celule sunt distruse prin intermediul proteinei perforină, care formează pori citolitici. Limfocitele T citotoxice CD8+ folosesc, de asemenea, receptorii NKG2D pentru a detecta celulele senescente și promovează uciderea acestora în mod similar cu celulele NK.
Îmbătrânirea sistemului imunitar (imunosenescență) duce la o capacitate diminuată a sistemului imunitar de a elimina celulele senescente, ceea ce rezultă într-o creștere a numărului de celule senescente. Inflamația cronică cauzată de SASP din celulele senescente poate reduce, de asemenea, capacitatea sistemului imunitar de a elimina aceste celule. Celulele T, B și NK au fost raportate ca devenind ele însele senescente. Limfocitele T citotoxice CD8+ cu caracteristici asemănătoare senescenței devin mai puțin eficiente din punct de vedere funcțional, asemănându-se cu celulele NK. Celulele sistemului imunitar pot fi recrutate de SASP către celulele senescente, iar SASP-ul din aceste celule poate induce aceste celule să devină senescente.
Receptorii himerici ai celulelor T pentru antigen au fost propuși ca o alternativă la medicamentele senolitice pentru eliminarea celulelor senescente. Receptorii urokinazei au fost găsiți a fi foarte exprimați pe celulele senescente, ceea ce a determinat cercetătorii să utilizeze receptori himerici ai celulelor T pentru a elimina aceste celule la șoareci. De asemenea, celulele NK cu receptor himeric pentru antigen au fost propuse ca o metodă alogenică de eliminare a celulelor senescente.

## Senescența tranzitorie
Este important să recunoaștem că senescența celulară nu este în mod inerent un fenomen negativ. În timpul embriogenezei mamiferelor, senescența celulară programată joacă un rol crucial în remodelarea țesuturilor prin infiltrarea macrofagelor și eliminarea ulterioară a celulelor senescente. Un studiu asupra mezonefrului și sacului endolimfatic la șoareci a subliniat importanța senescenței celulare pentru morfogeneza eventuală a rinichiului embrionar și a urechii interne.
Senescența celulară contribuie la repararea și regenerarea țesuturilor. Aceasta limitează fibroza în timpul procesului de vindecare prin inducerea opririi ciclului celular în miofibroblaste odată ce acestea își îndeplinesc funcția. Când aceste celule finalizează sarcinile lor, sistemul imunitar le elimină; acest fenomen este denumit „senescență acută.” Senescența celulelor stelate hepatice ar putea preveni progresia fibrozei hepatice, deși aceasta nu a fost implementată ca terapie și ar putea prezenta riscul disfuncției hepatice.
Implicările negative ale senescenței apar în tranziția de la senescența acută la cea cronică. Când sistemul imunitar nu poate elimina celulele senescente cu aceeași rată cu care acestea sunt produse—posibil ca rezultat al declinului funcției imunitare odată cu vârsta—acumularea acestor celule duce la o perturbare a homeostaziei tisulare.

## Senescența celulară în bolile mamiferelor
Transplantul unui număr mic de (1 din 10.000) celule senescente în șoareci slabi de vârstă medie s-a dovedit suficient pentru a induce fragilitate, debut precoce al bolilor asociate îmbătrânirii și moarte prematură.
Biomarkerii asociați cu senescența celulară au fost observați că se acumulează în țesuturile indivizilor mai în vârstă. Acumularea celulelor senescente în țesuturile vertebratelor odată cu vârsta este considerată că contribuie la dezvoltarea bolilor legate de îmbătrânire, inclusiv boala Alzheimer, scleroza laterală amiotrofică, tulburările endocrine (inclusiv diabetul zaharat de tip 2) și diverse tipuri de cancer.
Progeria este un alt exemplu de boală care ar putea fi legată de senescența celulară. Se consideră că boala este cauzată de mutații în răspunsul la deteriorarea ADN-ului sau scurtarea telomerilor sau o combinație între cele două. Sindroamele progeroide sunt exemple ale bolilor legate de îmbătrânire unde se pare că senescența celulară este implicată.

### Lista sindroamelor progeroide
- Sindromul progeriei Hutchinson-Gilford
- Sindromul Rothmund-Thomson
- Sindromul Werner
- Sindromul Bloom
- Sindromul Cockayne
- Xeroderma pigmentosum
- Trichotiodistrofie
- Xeroderma pigmentosum - sindromul Cockayne
- Dermopatie restrictivă
- Displazia mandibuloacrală
- Anemia Fanconi
- Sindromul Seckel
- Ataxia teleangiectazică
- Diskeratoza congenitală
- Sindromul Hoyeraal-Hreidarsson
- Sindromul progeriei Néstor-Guillermo[95]

## Medicamentele senolitice
Țintirea celulelor senescente reprezintă o strategie promițătoare pentru depășirea bolilor legate de vârstă, ameliorând simultan multiple comorbidități și atenuând efectele fragilității. Îndepărtarea celulelor senescente prin inducerea apoptozei este cea mai simplă opțiune; există mai mulți agenți care s-au dovedit capabili să realizeze acest lucru. Unele dintre aceste medicamente senolitice profită de căile antiapoptotice ale celulelor senescente (SCAP-uri); eliminarea expresiei proteinelor implicate în aceste căi poate duce la moartea selecționată a celulelor senescente, lăsând intacte pe cele sănătoase.

## Organisme fără senescență
Senescența celulară nu este observată în unele organisme, inclusiv plante perene, spongieri, corali și homari. În alte organisme unde se observă senescența celulară, celulele devin în cele din urmă postmitotice: ele nu mai pot să se replicate prin procesul de mitoză (adică, experimentează senescență replicativă). Cum și de ce anumite specii devin postmitotice a fost subiectul multor cercetări și speculații; s-a sugerat că evoluția senescenței celulare ar fi fost un mecanism de prevenire a apariției și răspândirii cancerului. Celulele somatice care s-au divizat de multe ori acumulează mutații ADN și ar fi mai susceptibile să devină canceroase dacă diviziunea celulară ar continua. Astfel, devine evident că celulele senescente suferă o conversie către un fenotip imunologic care le permite să fie eliminate eficient de sistemul imunitar.